# Quercus kelloggii
Quercus kelloggii är en bokväxtart som beskrevs av John Strong Newberry. Quercus kelloggii ingår i släktet ekar, och familjen bokväxter. Inga underarter finns listade.

## Bildgalleri

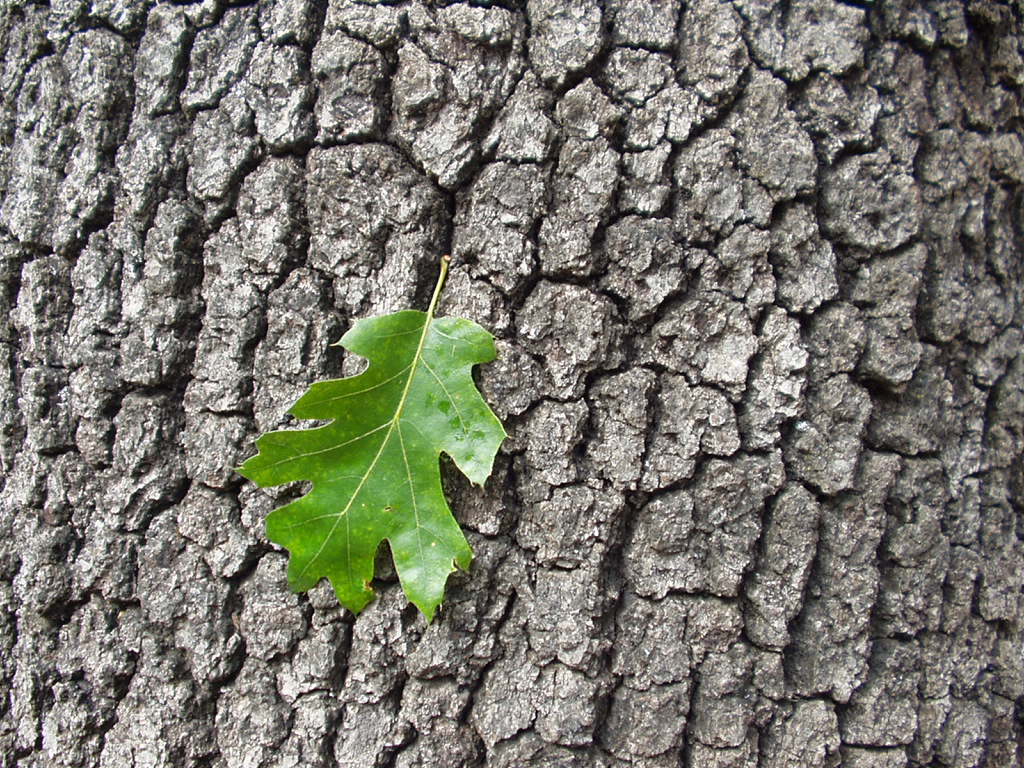
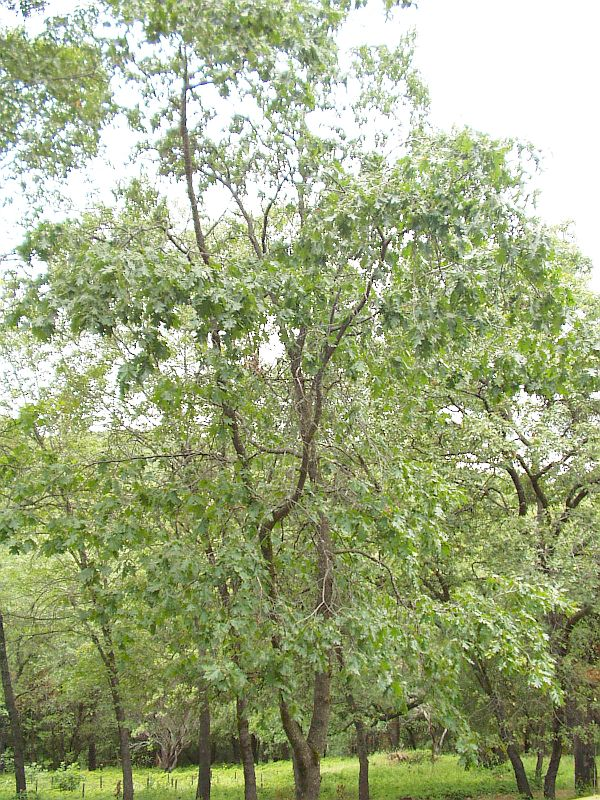